# Riddick
Riddick of The Chronicles of Riddick: Dead Man Stalking is een sciencefiction/horrorfilm uit 2013 van regisseur David Twohy. De film is een vervolg op de speelfilm Pitch Black uit 2000 en The Chronicles of Riddick uit 2004. De titelrol wordt ook in deze derde film vertolkt door Vin Diesel.

## Korte samenvatting
Aan het einde van The Chronicles of Riddick is Riddick de leider geworden van de Necromongers, een agressief strijdvolk. In het begin van de film wordt hij verraden en voor dood achtergelaten op een dorre en droge planeet. In zijn zoektocht naar een manier om van de planeet te komen activeert hij een noodbaken dat al snel huurlingen aantrekt die uit zijn op de prijs die op zijn hoofd staat.

## Rolverdeling
| Acteur            | Personage           |
| ----------------- | ------------------- |
| Vin Diesel        | Richard B. Riddick  |
| Jordi Mollà       | Santana             |
| Matthew Nable     | Johns               |
| Katee Sackhoff    | Dahl                |
| Dave Batista      | Diaz                |
| Bokeem Woodbine   | Moss                |
| Raoul Trujillo    | Lockspur            |
| Conrad Pla        | Vargas              |
| Nolan Gerard Funk | Luna                |
| Danny Blanco Hall | Falco               |
| Noah Danby        | Nuñez               |
| Neil Napier       | Rubio               |
| Karl Urban        | Vaako               |
| Alex Branson      | Lex Branman         |
| Andreas Apergis   | Krone               |
| Keri Hilson       | Santana's gevangene |

## Ontvangst
Riddick kreeg 58% aan positieve reviews met een gemiddelde score van 5.4/10 op Rotten Tomatoes, gebaseerd op 154 reviews. Op Metacritic kreeg de film een 49/100 gebaseerd op 33 reviews.